# Pyrethrum oxylepis
Pyrethrum oxylepis là một loài thực vật có hoa trong họ Cúc. Loài này được (Bordz.) Tzvelev miêu tả khoa học đầu tiên.